# Dättlikon
Dättlikon là một đô thị ở huyện Winterthur, bang Zürich, Thụy Sĩ.
Dättlikon được nhắc đến lần đầu tiên vào năm 1241 là Tetelinkhoven.

## Địa lý
Dättlikon nằm trong bang Zurich, có diện tích 2,9 km2 (1,1 dặm vuông). Trong khu vực này, 43% được sử dụng cho mục đích nông nghiệp, trong khi 45,7% là rừng. Trong phần còn lại của mảnh đất, 9,6% được định cư (nhà cửa hoặc đường sá) và phần còn lại (1,7%) là không có năng suất (sông, sông băng hoặc núi). Năm 1996 nhà ở và các tòa nhà chiếm 5,6% tổng diện tích, trong khi cơ sở hạ tầng giao thông chiếm tỷ lệ còn lại (3,8%). Trong tổng diện tích không sinh sản, nước (suối và hồ) chiếm 1% diện tích. Đến năm 2007 9,6% tổng số khu vực thành phố đã trải qua một số loại xây dựng.
Đô thị này nằm trên sân thượng phía Nam Irchel evelvation, ở thung lũng Lower Töss. Nó bao gồm làng Dättlikon và khu định cư Blumetshalden an der Töss.

## Nhân khẩu
Dättlikon có một dân số (tính đến ngày 31 tháng 12 năm 2016) là 780 người. Tính đến năm 2007, 7,5% dân số là người nước ngoài. Đến năm 2008, phân bố giới tính của nam giới là 51,2% nam và 48,8% nữ. Trong 10 năm qua, dân số đã tăng trưởng với tỷ lệ 19,6%. Phần lớn dân số (năm 2000) nói tiếng Đức (96,8%), tiếng Anh đứng thứ hai (0,8%) và tiếng Bồ Đào Nha là thứ ba (0,6%).
Trong cuộc bầu cử năm 2007, đảng phổ biến nhất là Đảng Nhân dân Thụy Sĩ, nhận được 39% phiếu bầu. Ba đảng tiếp theo là SPS (19.1%), CSP (13,2%) và FDP (10,5%).
Dättlikon có tỷ lệ thất nghiệp là 1,43%. Tính đến năm 2005, có 27 người làm việc trong lĩnh vực kinh tế sơ cấp và khoảng 9 doanh nghiệp tham gia vào lĩnh vực này. 39 người được tuyển dụng trong khu vực kinh tế thứ cấp và có 13 doanh nghiệp trong lĩnh vực này. 38 người được tuyển dụng trong khu vực đại học của nền kinh tế, đại học, với 11 doanh nghiệp trong lĩnh vực này. Tính đến  năm 2007 43.8% of the working population were employed full-time, and 56.3% were employed part-time.